# Dan Zeff
Dan Zeff est un scénariste et un réalisateur britannique, qui a dirigé des épisodes de séries bien connues dans le monde anglo-saxon, comme Fat Friends, The Worst Week of My Life (2004),  Linda Green, At Home with the Braithwaites and Ideal. Il a contribué, en 2006, au  179e épisode de la série Doctor Who, qui a pour titre L.I.N.D.A (Love&Monsters) et en 2007 à Miss Marple à l'Hotel Bertram
Plus récemment, en 2008, il a réalisé les quatre épisodes de Orgueil et Quiproquos (Lost in Austen).

## Récompenses
Nommé deux fois : aux BAFTA FILM AWARDS en 1997 pour Dual Balls et en 2002 aux BAFTA CHILDREN AWARDS pour Out of the Ashes, il a reçu en 1996  le BAFTA CHILDREN Awards et le BAFTA TV Awards pour la meilleure production pour enfants (fiction/divertissement) pour Coping with Xmas eten 2000 le BAFTA CHILDREN Awards pour l'émission scolaire qu'il a réalisée en 1992 English Express.